# Ален Брішан
Ален Брішан (нар. 7 травня 1953) — колишній бельгійський тенісист.
Найвищу одиночну позицію світового рейтингу — 329 місце досяг 6 серпня 1984, парну — 184 місце — 26 серпня 1985 року.

## Титули на челленджерах

### Парний розряд: (2)
| Ранг | Рік  | Турнір                                  | Покриття | Партнер          | Суперники                | Рахунок  |
| ---- | ---- | --------------------------------------- | -------- | ---------------- | ------------------------ | -------- |
| 1.   | 1981 | Брюссельський столичний регіон, Бельгія | Ґрунт    | Бернард Буало    | Майк Мібург Франк Пунчек | 7–5, 6–2 |
| 2.   | 1985 | Остенде, Бельгія                        | Ґрунт    | Ян Ванланґендонк | Массімо Сієрро Іван Клей | 6–2, 6–2 |